# Episodi di Utopia (serie televisiva 2013) (prima stagione)
La prima stagione della serie televisiva Utopia è stata trasmessa in prima visione nel Regno Unito su Channel 4 dal 15 gennaio al 19 febbraio 2013.
In Italia la serie è inedita.
| nº | Titolo originale | Titolo italiano | Prima TV UK      | Prima TV Italia |
| -- | ---------------- | --------------- | ---------------- | --------------- |
| 1  | Episode 1        |                 | 15 gennaio 2013  | inedita         |
| 2  | Episode 2        |                 | 22 gennaio 2013  | inedita         |
| 3  | Episode 3        |                 | 29 gennaio 2013  | inedita         |
| 4  | Episode 4        |                 | 5 febbraio 2013  | inedita         |
| 5  | Episode 5        |                 | 12 febbraio 2013 | inedita         |
| 6  | Episode 6        |                 | 19 febbraio 2013 | inedita         |

## Trama degli episodi[1]

### Episodio 1
- Scritto da: Dennis Kelly
- Diretto da: Marc Munden

In un forum online di appassionati di fumetti cinque sconosciuti decidono di incontrarsi in quanto uno di loro, Bejan, possiede il sequel mai pubblicato della graphic novel "The Utopia Experiments". All'appuntamento quest'ultimo non si presenta: si scoprirà essere stato ucciso da una misteriosa organizzazione conosciuta come "The Network", anch'essa sulle tracce del manoscritto. Unico testimone dell'omicidio è Grant, un bambino di undici anni, che nel trambusto riesce ad impossessarsi del prezioso fumetto.
All'incontro si presentano dunque solo in tre: Ian (un informatico ventottenne, frustrato dalla sua vita), Becky (giovane studentessa di medicina, sta indagando sulla Deel, strana malattia che uccise suo padre che viene spesso nominata nel fumetto), Wilson (hacker paranoide, con manie complottistiche). In parallelo si sviluppa la storia di Michael Dugdale, funzionario del Ministero della Salute, anche lui vittima di angherie da parte dell'organizzazione. Non passa molto prima che l'organizzazione arrivi ai lettori del forum; Becky e Ian vengono accusati di gravi crimini mai compiuti mentre Wilson riceve una spiacevole visita a casa. Quest'ultimo viene torturato da due scagnozzi del "Network" (Arby e Lee); riesce però a salvarsi potendo così raggiungere gli altri.
La mattina seguente si presenta al loro rifugio Jessica Hyde, personaggio misterioso, anch'essa ricercata dall'organizzazione.

### Episodio 2
- Scritto da: Dennis Kelly
- Diretto da: Marc Munden

Jessica Hyde rivela al gruppo di essere la figlia dell'autore del manoscritto e di essere ricercata sin dall'età di quattro anni. Li rende anche partecipi di essere capitati in una situazione molto più pericolosa di quanto non pensassero e per questo la loro vita cambierà totalmente: dovranno sempre fuggire dal "Network". Inizia l'avventura, sulle tracce di un agente sottocopertura dell'agenzia MI5 chiamato "The Tramp" che potrebbe aiutarli. Nel frattempo Dugdale è sempre più coinvolto in un ricatto ad opera del "Network" che lo lede personalmente.
L'episodio si conclude con Grant che si unisce al gruppo, dopo aver lasciato il manoscritto al sicuro da una bambina sua amica di nome Alice.

### Episodio 3
- Scritto da: Dennis Kelly
- Diretto da: Marc Munden

La potenza criminale del "The Network" si fa sentire sempre più, coinvolgendo Grant in una cruenta sparatoria nella sua scuola, di cui viene accusato. In questo contesto il gruppo è costretto a stringere un'alleanza con l'agente dell'MI5 (il cui vero nome è Milner) e a fidarsi di lei. Intanto Arby, scagnozzo dell'organizzazione, riesce ad individuare dove è collocato il manoscritto: nella sicura cameretta di Alice. Riuscirà ad entrarvi e nel tentare di rubare il fumetto ucciderà la madre della bambina.

### Episodio 4
- Scritto da: Dennis Kelly
- Diretto da: Alex Garcia Lopez & Wayne Che Yip

Il gruppo decide di rifugiarsi in una casa in campagna abbandonata per provare a risolvere il mistero che si cela dietro le pagine del fumetto. Cominciano a capirne l'importanza ed il peso politico quando scoprono che parla di un fatto reale: una multinazionale alimentare è coinvolta nella diffusione di una nuova malattia, l'influenza russa. Ma soprattutto scoprono che la cura verrà somministrata solo ad una parte della popolazione, selezionata secondo specifici profili genetici. Il funzionario del Ministero della Salute Dugdale è coinvolto nell'acquisto dei vaccini contro questa malattia, ricattato dal "Network" che minaccia di rendere pubblici fatti della sua vita privata. Intanto il gruppo si trova faccia a faccia con un personaggio connesso all'organizzazione, ma prima ancora di riuscire ad estrapolarne informazioni utili Alice gli spara, per vendicarsi dell'omicidio della madre.

### Episodio 5
- Scritto da: Dennis Kelly
- Diretto da: Alex Garcia Lopez & Wayne Che Yip

Il gruppo riesce a prendere in ostaggio una figura chiave del Network, Letts, il quale rivela i dettagli del piano ideato dall'organizzazione. 
Alla base del "Janus Project" c'è infatti l'obiettivo, attraverso il vaccino (la cui formula esatta è contenuta nel manoscritto), di sterilizzare parte dell'umanità. Il fine è quello di garantire
in un futuro una completa disponibilità delle risorse, altrimenti esauribili. È una vera e propria visione filosofica sul ruolo che l'uomo ricopre sulla terra, per quanto nichilista. Non è così improbabile perciò che anche uno dei membri del gruppo, Wilson, ne colga le potenzialità e liberi Letts.
Intanto Dugdale, sospettoso a riguardo dei vaccini che è stato costretto ad acquistare, decide di condurre delle analisi, con l'aiuto del gruppo. Tuttavia li tradisce consegnando Grant al "Network", in quanto ritenuto in possesso del manoscritto.

### Episodio 6
- Scritto da: Dennis Kelly
- Diretto da: Alex Garcia Lopez & Wayne Che Yip

L'assistente di Letts, ritenuto "Mr Rabbit" (il capo dell'intera organizzazione), cerca di convincere Grant a svelare la formula. Intanto Wilson e Jessica corrono in suo soccorso, ma al momento della resa dei conti Wilson rivelerà la sua nuova presa di posizione a favore del "Network" venendo però pugnalato da Jessica.
Grant a sua volta riesce ad uccidere l'assistente di Letts e fugge con Jessica. Morto il presunto capo dell'organizzazione, i vaccini vengono distrutti e il gruppo può tornare alla normalità.
Dugdale si offre di accudire Alice, Ian, Becky e Grant decidono di partire per le Higlands (anche se Becky si sentirà male e li lascerà soli) e Jessica decide di consegnare il manoscritto alla loro aiutante Milner. Si scoprirà solo nella scena finale che Milner altro non è che il capo dell'organizzazione, il cui vero obiettivo è incastrare Jessica. L'autore del manoscritto, nonché padre di Jessica, aveva infatti deciso di custodire la formula del "Janus virus"nella sua più grande creazione: Jessica stessa.